# Franciscanessen van Roosendaal

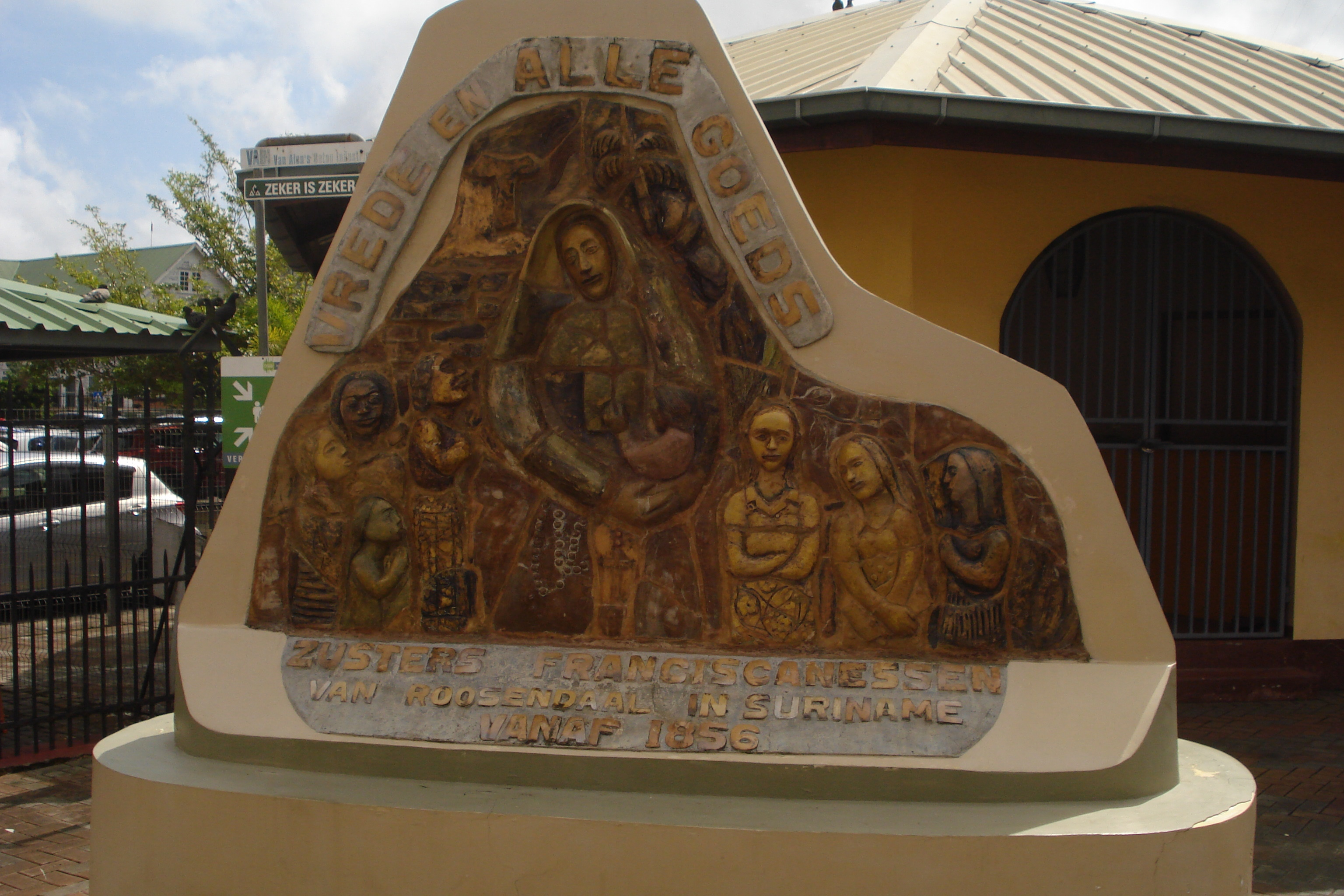
De gedenkzuil in Paramaribo ter herinnering aan meer dan anderhalf eeuw missiewerk in Suriname, onthuld in 2014

De Franciscanessen van Roosendaal, ook wel Franciscanessen van Mariadal genoemd, is een rooms-katholieke congregatie die in 1832 werd opgericht vanuit de Franciscanessen van Dongen door de uit Sint-Oedenrode afkomstige Maria Raaymakers (kloosternaam: Marie Joseph). De zusters behoren tot de Penitenten Recollectinen van de Onbevlekte Ontvangenis, met een vereiste van stilte en afzondering.
Het klooster Mariadal werd gesticht aan de Molenstraat in Roosendaal. Het groeide uit tot een groot complex, gelegen aan de Vincentiusstraat nr 7.
De orde als geheel groeide en telde op haar hoogtepunt ongeveer 1.200 zusters. Zij stichtten vestigingen in diverse plaatsen in Nederland, waaronder in Bavel. Ook uit het missiewerk kwamen vestigingen voort, en wel in Chili, Suriname, Curaçao en Bonaire. Aanvankelijk richtte de congregatie zich op het geven van kleuter-, lager- en middelbaar onderwijs, later kwamen daar pastorale en andere hulpverlenende taken bij. 
De missie op Curaçao werd gestart in 1842 met de stichting van een armenschool in Willemstad en in 1856 in Kralendijk op Bonaire. Na de gewone schooldag werd nog eens een paar uur les gegeven aan slavenkinderen. Ook openden de zusters in 1852 een weeshuis. In 2024 werd de missie gesloten.
In 1926 werd vanuit de congregatie het Huize Sint-Elisabeth gesticht, oorspronkelijk een hospitaal en verzorgingstehuis voor zieke en bejaarde zusters aan de Wouwseweg 21. Na 2000 kwamen hier ook niet-religieuzen wonen. In 2020 werd het woonzorgcomplex door de congregatie overgedragen aan de Stichting St. Elisabeth.